# Milivoj Uzelac

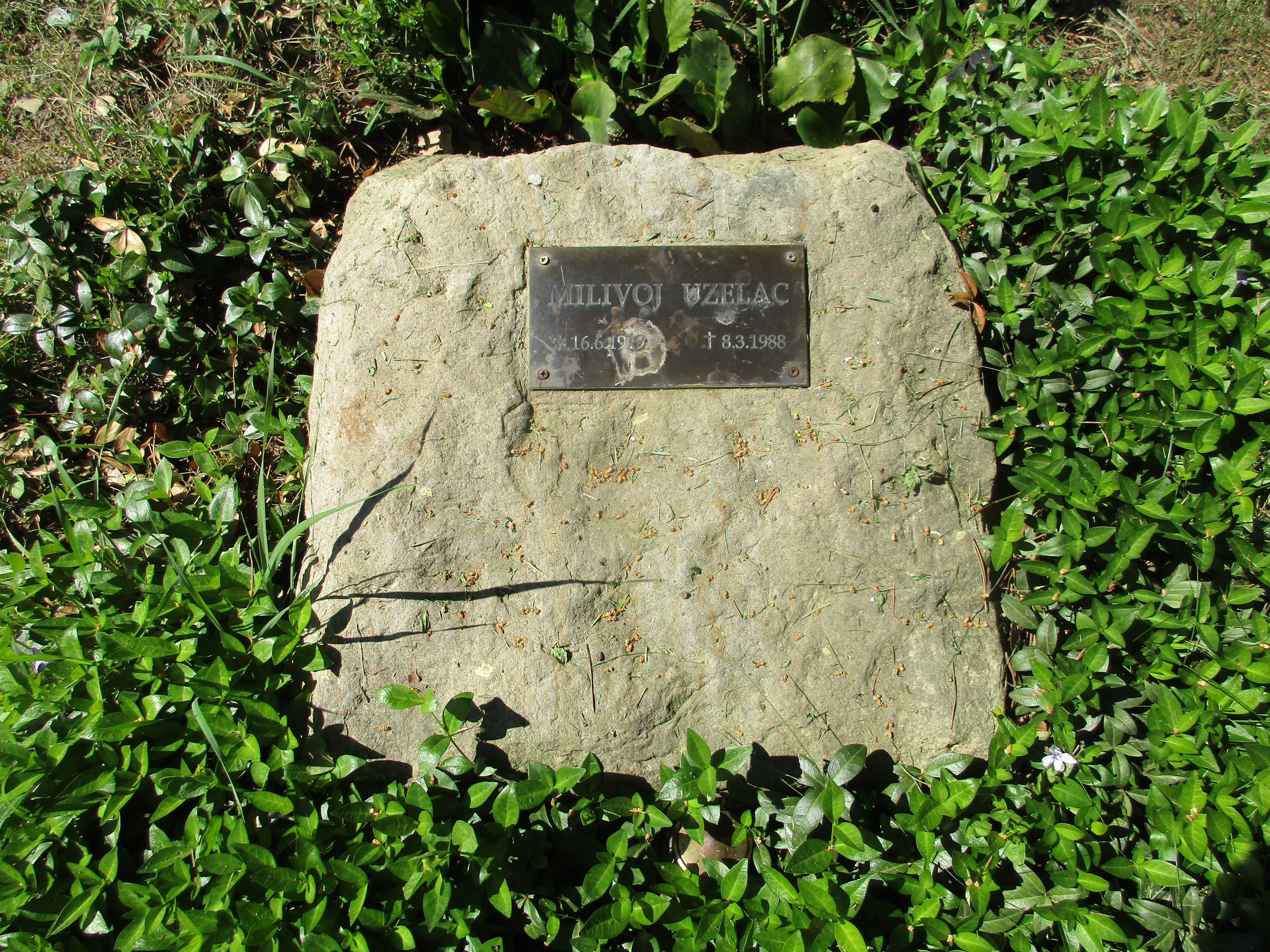

Milivoj Uzelac (16. června 1919 Praha – 8. března 1988 Praha) byl český hudební skladatel a dirigent.

## Život
Po maturitě na reálném gymnáziu v Praze studoval na Pražské konzervatoři skladbu a dirigování. Jeho učiteli byli Pavel Dědeček, Rudolf Karel, František Pícha a Jaroslav Řídký. Za německé okupace byl odeslán na nucené práce do Německa. Stal se korepetitorem opery v Brémách. Po návratu do Československa působil jako dirigent Filmového symfonického orchestru. V letech 1956–1959 byl šéfdirigentem Moravské filharmonie, se kterou podnikl koncertní zájezd do Polska. V letech 1960–1962 působil jako hlavní dirigent Armádního uměleckého souboru ministerstva vnitra. V roce 1961 se stal šéfem orchestru Divadla Na Fidlovačce a od roku 1963 dirigentem Hudebního divadla Karlín. Vystupoval jako hostující dirigent v Polsku a několik let byl stálým hostem orchestru berlínského rozhlasu.
Předsedal shromáždění umělců z oblasti hudby a populární kultury 4. února 1977 v pražském Divadle hudby (tzv. Anticharta).
Zemřel 8. března 1988 a je pohřben na chuchelském hřbitově v Praze.

## Dílo
Jako hudební skladatel proslul zejména svou filmovou hudbou. Je autorem hudby k více než stovce krátkometrážních dokumentárních filmů. Mezi nimi jsou známější filmy se sportovní tematikou (např. Zimní olympijské hry v Oslo, nebo celovečerní sestřih Olympiáda Helsinky). Kromě toho psal scénickou hudbu k rozhlasovým hrám i drobnější orchestrální skladby.